# Classic de l'Ardèche
Classic de l'Ardèche, sedan 2020 kallat Faun-Ardèche Classic (efter sponsorn Faun-Environnement), från 2017 till 2019 Faun-Environnement Classic de l'Ardèche, från 2013 till 2016 Classic Sud Ardèche - Souvenir Francis Delpech och dessförinnan Les Boucles du Sud-Ardèche - Souvenir Francis Delpech, är ett professionellt endags linjelopp i landsvägscykling som sedan 2001 årligen avhålls en lördag i februari i departementet Ardèche i Frankrike. Loppet, som inledningsvis var ett amatörlopp, fick UCI-status 2008 och klassades då som 1.2, uppgraderades till 1.1 2010 och är sedan 2020 klassat som 1.Pro.
Start och mål ligger sedan 2016 i Guilherand-Granges vid Rhône (dessförinnan låg målet i Ruoms medan startorten varierade) varifrån rutten löper i olika slingor i de bergiga omgivningarna i Centralmassivet väster om floden.
Dagen efter loppet avhålls sedan 2014 La Drôme Classic i granndepartementet Drôme på ostsidan av Rhône. Tillsammans kallas loppen "Les Boucles Drôme-Ardèche" och 2016 vann tjecken Petr Vakoč båda.

## Stigningar
Bland ofta återkommande stigningar märks:
- Mur de Cornas: 5,8 km med 5,7 % (max[4] 11,4 %)[5]
- Col de Saint Romain de Lerps:

från nordost: 6,6 km med 7,4 % (max 14,7 %)
från sydost: 8,4 km med 5,7 % (max 12,7 %)
- Côte de Toulaud: 1,5 km med 10,6 % (max 16,1 %)[8]

## Segrare
- 2025  Romain Grégoire
- 2024  Juan Ayuso
- 2023  Julian Alaphilippe
- 2022  Brandon McNulty
- 2021  David Gaudu
- 2020  Rémi Cavagna
- 2019  Lilian Calmejane
- 2018  Romain Bardet
- 2017  Mauro Finetto
- 2016  Petr Vakoč
- 2015  Eduardo Sepúlveda
- 2014  Florian Vachon
- 2013  Mathieu Drujon
- 2012  Rémi Pauriol
- 2011  Arthur Vichot
- 2010  Christophe Riblon
- 2009  Freddy Bichot
- 2008  Gatis Smukulis
- 2007  Jevgenij Sokolov
- 2006  Jean-Christophe Péraud
- 2005  Fabien Fraissignes
- 2004  Alexander Sabalin
- 2003  Hicham Menad
- 2002  Tom Colas
- 2001  Thomas Bernabeu